# Cylindromyia pilipes
Cylindromyia pilipes är en tvåvingeart som först beskrevs av Friedrich Hermann Loew 1844.  Cylindromyia pilipes ingår i släktet Cylindromyia och familjen parasitflugor. Inga underarter finns listade i Catalogue of Life.